# Triturus karelinii
Sa giông mào phương Nam (Triturus karelinii) là một loài mới ở châu Âu trên cạn. Nó tương tự như loài sa giông mào phương Bắc (Triturus cristatus) ngoại trừ lớn hơn và mạnh mẽ hơn.
Vào năm 2013, loài cá sa giông mới Triturus ivanbureschi được tách ra từ vùng đất mới phía nam, và năm 2016, loài mới Triturus anatolicus được tách khỏi T. ivanbureschi, từ đó chỉ mới là loài sa giông mào Balkan